# De Hongerspelen
De Hongerspelen (Engels: The Hunger Games) is een adolescentenroman, afkomstig uit de gelijknamige trilogie geschreven door de Amerikaanse schrijfster Suzanne Collins. Het boek werd voor het eerst uitgebracht in 2008 door uitgeverij Scholastic en werd gevolgd door Vlammen (2009) en Spotgaai (2010).
Een filmadaptatie van het boek, geregisseerd door Gary Ross met Collins als medeauteur, verscheen in maart 2012 in de bioscoop. De hoofdrollen werden vertolkt door Jennifer Lawrence als Katniss, Josh Hutcherson als Peeta en Liam Hemsworth als Gale.

## Achtergrond
De Hongerspelen zijn gebaseerd op de Griekse mythe van de Minotaurus, Theseus en Ariadne. Collins zegt: Waarschijnlijk begon het al toen ik acht jaar oud was en ik een obsessie had voor mythologie. Ik las toen het verhaal van Theseus. Deze mythe vertelt over de stad Athene die, als straf voor het verleden, zeven jongens en zeven meisjes naar Kreta moet sturen. Deze kinderen werden in een doolhof gegooid om te worden verslonden door de Minotaurus. Zelfs als jong meisje snapte ik de genadeloosheid van de boodschap: Zorg je voor problemen, dan doen wij iets wat nog erger is dan je vermoorden: we vermoorden je kinderen.
Hoewel misschien niet door de schrijfster bewust als bron gebruikt, en ook pas in de vervolgdelen duidelijker, spelen ook een aantal typisch Amerikaanse thema's en symboliek een rol:
- De centrale overheid is principieel onbetrouwbaar: zowel de president in het Capitool als de President van de opstandelingen blijkt niet te vertrouwen.
- De opstand tegen het Capitool is pas mogelijk nadat het aantal daarvoor - 13 - compleet is: de opstand tegen het Engelse gezag in 1776 was pas succesvol toen alle 13 koloniën daar aan mee deden.

## Inleiding
Het verhaal speelt zich af in de toekomst in Noord-Amerika, waar zich een nieuw land heeft gevormd, namelijk Panem, dat 12 districten telt en een hoofdstad, het Capitool. De leider van Panem is de koelbloedige President Snow. Oorspronkelijk waren dat 13 districten, maar in een opstand van 74 jaar geleden heeft het Capitool het 13e district zonder genade afgebrand. Als een herinnering voor de rebellen aan die opstand, werden de Hongerspelen in het leven geroepen als een soort straf. Dit houdt in dat elk jaar van elk district twee kinderen (een jongen en een meisje) tussen de 12 en 18 jaar, de tributen, moeten deelnemen aan de Hongerspelen, een gevecht tot de dood waar het hele land verplicht naar moet kijken. Er is een hele show voorzien rond de Hongerspelen. De tributen uit district 1, 2, en 4 zijn het sterkst, hebben het meeste geld en winnen bijna elk jaar. Ze worden gezien als beroepsvechters en trainen van jongs af aan om te winnen.

## Samenvatting
In het eerste boek wordt Katniss Everdeen geïntroduceerd. Ze is 16, maar erg volwassen voor haar leeftijd. Ze zorgt voor eten voor haar moeder en haar zusje Prim(rose) (12 jaar) sinds haar elfde, toen haar vader overleed in de mijnen. Ze jaagt samen met haar beste vriend Gale illegaal in de bossen en heuvels rond District 12, en zorgt daardoor dat ze kunnen overleven. Op de ochtend van de boete, dan wordt er in elk District bepaald welke jongen en welk meisje mee moeten doen met de Spelen, wordt er tegen alle verwachtingen in Prim getrokken. Katniss neemt als vrijwilliger haar plaats in. De mannelijke tribuut van District 12 is Peeta Mellark, geen onbekende voor Katniss.
Beiden vertrekken met de trein naar het Capitool, daar ontmoeten ze de andere deelnemers, worden klaargestoomd voor de arena en geven ten slotte een interview op de avond voordat ze de arena in moeten. De bedoeling van de interviews voor de tributen is om zo sympathiek mogelijk over te komen voor de mensen van het Capitool, ze ervan overtuigen dat jij zal winnen. Zo kan een tribuut sponsors krijgen die tijdens De Spelen benodigde zaken voor hen kunnen kopen zoals wapens, eten... Peeta vertelt in het interview aan het publiek dat hij verliefd is op Katniss waarop ze vrij boos reageert omdat ze denkt dat het een publiciteitsstunt is en omdat ze haar er niet bij hebben betrokken.
Dan beginnen de Spelen, die bevinden zich elk jaar op een andere plek, geconstrueerd door de spelmakers. De tributen weten niet waar ze zullen terechtkomen. De start is altijd bij de Hoorn des Overvloeds, een hoorn waarin en waarrond  al het eten en alle wapens om te overleven zich bevinden. Hier vallen altijd de meeste doden omdat iedereen deze zaken wil bemachtigen. De spelers staan in een cirkel, elk op een platform voor precies een minuut en dan gaat de gong,het startsignaal. Rond elk platform bevinden zich mijnen, dus als een tribuut te vroeg van zijn platform stapt, wordt hij in stukken opgeblazen.
Wanneer het startsignaal afgaat, rent Katniss zo ver mogelijk weg van alle spelers op aanraden van Haymitch, maar niet zonder een rugzak in handen proberen te krijgen. Ze worstelt met een andere tribuut maar die sterft als hij een mes, dat Clove(district 2 tribuut) gooit, in zijn rug krijgt. Katniss vlucht zo snel mogelijk weg. De eerste dag dreigt ze om te komen door uitdroging maar ze vindt nog op het laatste nippertje water in een vijver. De deelnemers van District 1, 2 en 4 hebben elk jaar de meeste kans om te winnen en vormen de Beroepstroep, die samen op de zwakkere tributen jagen. Tegen de gebruikelijke samenstelling in is Peeta ook deel van hun groep. Wanneer Katniss hierachter komt voelt ze zich zwaar bedrogen door hem. Maar wanneer ze in gevaar is probeert hij haar te redden, waarbij hij in zijn bovenbeen wordt gestoken door Cato, een beroepstribuut van District 2. Peeta is zwaargewond en moet zien onder te duiken want hij kan zich niet verweren tegen een nieuwe aanval. Katniss weet niet zeker of hij haar echt gered heeft of dat het kwam door een bepaald soort gif van een door het Capitool ontworpen wesp (bloedzoeker), dat ze heeft binnengekregen, maar is blij om te zien (via een soort van projectie boven de arena) dat hij de aanval van Cato heeft overleefd.
Ondertussen heeft Katniss samen met Rue (het twaalfjarige meisje uit District 11) een team gevormd. Zij plannen de voedselvoorraad van de Beroeps te vernietigen, want als dat lukt dan keren de kansen. Rue gaat de Beroeps wegleiden van hun kamp met behulp van vuren en Katniss gaat op dat moment een manier vinden om het voedsel onbruikbaar te maken. Ze spreken af elkaar 's avonds weer te ontmoeten. Wanneer Katniss het kamp in het oog krijgt, heeft ze het gevoel dat er een val zit rond het voedsel. Dan komt een andere deelneemster (die Vossensnuit wordt genoemd) op het terrein en haalt met heel rare sprongetjes enkele spullen van de stapel. Katniss ziet hierdoor in dat de stapel beschermd is met mijnen. Met haar boog - die ze eerder heeft gestolen van een ander meisje (Glinster van district één ) tijdens een aanval - slaagt ze erin vanaf een afstandje de stapel te vernietigen. Ze is niet gewond maar is wel aan één oor doof geworden door de explosie die volgde. In het oor zitten ook de evenwichtsorganen en ze kan niet meer goed rechtop lopen. Uiteindelijk besluit ze dan te kruipen. Ze is net binnen de bosjes, als de Beroeps terugkomen en zien wat er gebeurd is. Die verwachten dat degene die hun voorraad heeft opgeblazen door de enorme explosie dood is gegaan, maar als ze die avond de luchtprojectie zonder een gestorven tribuut te zien krijgen (eentje waarvan zij niets afwisten), dan weten ze dat de dader het op een of andere manier moet hebben overleefd.
Katniss keert terug naar het afgesproken plekje met Rue, vindt haar daar niet en begint dan te zoeken naar haar vriendin. De jongen van District 1 (Wonder) heeft Rue echter gevangen in een net en doorboort haar met een speer, waarop Katniss hem doodt en ze op verzoek van Rue een liedje zingt terwijl Rue sterft. Vervolgens bedekt ze haar lichaam met bloemen. Wanneer het lichaam wordt opgehaald, is ze weer alleen.
Die nacht echter wordt een wijziging in de regels van de Spelen meegedeeld: als de jongen en het meisje van hetzelfde district als laatste leven, zijn ze beiden winnaar. Katniss gaat daarom op zoek naar Peeta. Ze vindt hem, gecamoufleerd, probeert zijn wonden te verzorgen, maar ze weet dat hij zonder medicijnen zal sterven. Toch probeert ze hem in leven te houden en door hun liefde, waarvan zij niet weet of hij echt is, krijgen ze een heleboel sponsors. Peeta's leven hangt nog aan een zijden draadje en de resterende deelnemers zijn allemaal uit op de overwinning. Wanneer er een speciaal feestmaal wordt gehouden op een open plek delen de mensen die de Hongerspelen organiseren (de Spelmakers) geen eten uit maar iets wat elke tribuut heel hard nodig heeft... In Peeta's en Katniss' geval is dat een medicijn dat Peeta kan redden. Katniss gaat naar het feest ( tegen Peeta's wil in ) en wordt daar vanaf een afstand gesneden door Clove's mes. De beide meisjes worstelen en als Clove op Katniss gaat zitten plaagt Clove haar met Rue's dood. Thresh ( Rue's partner ) hoort dit en tilt haar van Katniss af en houdt haar tegen de hoorn des overvloeds aan. Hij vraagt aan haar of ze haar heeft vermoord wat ze naar waarheid ontkent. Clove schreeuwt voor Cato wat Thresh doet geloven dat Clove haar heeft vermoord. Hij pakt een steen, ter grootte van een homp brood, en slaat dat tegen haar schedel. Thresh vraagt aan Katniss over Rue en zegt dan als laatste dat ze weg moet rennen omdat Cato ( Clove's partner ) Clove heeft horen schreeuwen. Katniss gaat uiteindelijk maar niet nadat ze heeft gezien hoe Cato Clove's hand pakt en haar smeekt om te leven. Uiteindelijk gaat Clove dood en is Cato alleen en woedend en wil wraak. Katniss besluit op dat moment weg te gaan. Katniss geeft het medicijn aan Peeta en zo redt ze Peeta's leven.
Wanneer alleen zij, Peeta en Cato nog over zijn gooien de Spelmakers een nieuwe verrassing de arena in waaraan Cato uiteindelijk sterft. Katniss en Peeta zijn dolblij dat ze hebben gewonnen en verwachten opgehaald te worden om naar het Capitool te gaan. Maar dan kondigen de Spelmakers een verandering in de regels aan: er kan toch maar een winnaar zijn. Katniss en Peeta maken vervolgens ruzie over wie er moet blijven leven totdat Katniss met een heel gevaarlijke truc aankomt. Katniss en Peeta dreigen samen giftige bessen te eten (waardoor er dan helemaal geen winnaar zou zijn)  en proberen de Spelmakers over te halen om hen beiden te laten winnen. Op het laatste nippertje werkt haar plan en blijven ze allebei leven, maar Katniss weet nog niet dat ze met haar gevaarlijke actie de Spelmakers én de leider van het Capitool tegen zich heeft opgezet.
Daardoor is de toon meteen gezet voor het vervolg van De Hongerspelen: vlammen.

## Vervolg
In september 2009 en augustus 2010 kwamen er twee vervolgen op het boek uit: Vlammen (Catching Fire) en Spotgaai (Mockingjay, deel 1 en 2). Ook is er een spinnoff boek dat in 2020 uit kwam, De ballade van slangen en zangvogels. Dit boek is een prequel en gaat over het verleden van de president van het Panem in de originele trilogie, Coriolanus Snow.

## Idee
In een interview zei Collins dat ze het idee voor dit boek kreeg toen ze op een avond televisie keek en tussen zenders heen en weer schakelde. Op het ene kanaal was een realityprogramma aan de gang, terwijl op het andere kanaal beelden van de invasie van Irak te zien waren. De twee programma's begonnen door elkaar heen te lopen en vormden zo de inspiratie tot het schrijven van het boek.

## Film
De filmrechten van de serie zijn verkocht aan Lionsgate. Op 23 maart 2012 ging de eerste film, The Hunger Games, in première. De tweede film, Catching Fire, is op 20 november 2013 in Nederland en België verschenen. Het derde boek werd over twee films uitgespreid. De derde film , Mockingjay - Part 1, is op 19 november 2014 in Nederland en België verschenen en de allerlaatste film Mockingjay - Part 2 kwam uit op 20 november 2015.